# Pico Alexander
Pico Alexander (New York, 3 juni 1991), geboren als Alexander Lukasz Jogalla, is een Amerikaanse acteur. Alexander is het meest bekend door zijn rol in A Most Violent Year waar hij Elias Morales speelt. Ook speelt Alexander in de Netflix-serie Orange Is the New Black en Netflix-film War Machine. Daarnaast verzorgt Alexander de motion capture van het personage Kieran Duffy in het computerspel Red Dead Redemption 2 uit 2018.

## Biografie
Alexander groeide op in het New Yorkse stadsdeel Brooklyn. Zijn ouders, Magdalena Deskur en cameraman Lukasz Jogalla, zijn Poolse immigranten. Zijn grootvader is acteur Jerzy Jogałła, en zijn overgrootvader was journalist Jerzy Turowicz. Alexander zat op de Fiorello H. LaGuardia High School.

## Filmografie

### Films
Inclusief korte films
| Jaar | Titel               | Rol              |
| ---- | ------------------- | ---------------- |
| 2009 | Turban              | Jonathan         |
| 2010 | Get Set GO!         | He               |
| 2014 | For the record      | Tom              |
| 2014 | A Most Violent Year | Elias Morales    |
| 2015 | Fan Girl            | Charlie          |
| 2016 | Indignation         | Sonny Cottler    |
| 2017 | War Machine         | Trey Wandella    |
| 2017 | Home Again          | Harry            |
| 2018 | The Portuguese Kid  | Freddie Imbrossi |
| 2018 | Summertime          | JJ Flynn         |
| 2018 | Hot Air             | Grayson          |
| N/A  | Superior            | Robert           |

### Series
| Jaar | Titel                   | Rol         |
| ---- | ----------------------- | ----------- |
| 2014 | The Carrie Diaries      | Nick        |
| 2014 | Alpha House             | Reuben      |
| 2014 | Unforgettable           | Mean Guy #1 |
| 2014 | The Following           | Young Joe   |
| 2014 | Blue Bloods             |             |
| 2015 | Orange Is the New Black | Ian         |
| 2019 | Catch-22                | Clevinger   |

### Computerspellen
| Jaar | Titel                 | Rol          |
| ---- | --------------------- | ------------ |
| 2018 | Red Dead Redemption 2 | Kieran Duffy |